# Stibadium laodamia
Stibadium laodamia là một loài bướm đêm trong họ Noctuidae.